# (6368) Richardmenendez
(6368) Richardmenendez est un astéroïde de la ceinture principale.

## Description
(6368) Richardmenendez est un astéroïde de la ceinture principale. Il fut découvert le 1er septembre 1983 à La Silla par Henri Debehogne. Il présente une orbite caractérisée par un demi-grand axe de 2,23 UA, une excentricité de 0,14 et une inclinaison de 6,7° par rapport à l'écliptique.

## Compléments